# Okiscarta
Okiscarta är ett släkte av insekter. Okiscarta ingår i familjen spottstritar.
Kladogram enligt Catalogue of Life:
| Okiscarta | \| \| Okiscarta kotoensis \| \| \| \| \| \| Okiscarta uchidae \| \| \| \| |
|           | \| \| Okiscarta kotoensis \| \| \| \| \| \| Okiscarta uchidae \| \| \| \| |
|           | Okiscarta kotoensis                                                       |
|           |                                                                           |
|           | Okiscarta uchidae                                                         |
|           |                                                                           |